# Elektrárna Terebla-Rika
Vodní elektrárna Terebla-Rika (ukrajinsky:Теребле-Ріцька ГЕС) se nachází v okrese Chust v Zakarpatské oblasti na Ukrajině. Je elektrárna využívající rozdílných nadmořských výšek hladin dvou řek, které protékají souběžnými koryty, oddělenými nevysokým hřbetem.

## Popis
Vodní elektrárna využívá dvou souběžně tekoucích řek: Terebla a o 210 metrů níže položené řeky Rika. Na řece Terebla byla nad obcí Vilšany (Вільшани) postavena přehrada, jejíž betonová hráz je 45,7 metrů vysoká a 153 metrů dlouhá. Vzniklé Vilšanské jezero má délku asi pět kilometrů, šířku 500 metrů a plochu 1,6 km². Objem nádrže je 24 miliónů m³, využitelná kapacita 17 miliónů m³. Přehrada nemá výpustě, pokud je překročena maximální přípustná hladina – voda volně přetéká přelivem přehrady. 
V hřebeni mezi řekami byl proražen přiváděcí tunel v délce 3,7 km a průměru 2,5 metrů k nadzemnímu tlakovému kovovému potrubí o průměru 2,1 metrů a délce 380 metrů. Průtok vody činí až 18 m³/s, spádový rozdíl je 200 metrů. Voda pohání tři Peltonovy turbíny v elektrárně, která byla postavena na řece Rika u obce Protyveň (Противень). Po vykonání práce voda odtéká do řeky Rika.
Vodní turbíny a generátory byly vyrobeny podnikem Uralelektroaparat, Sverdlovsk.
Výkon jedné turbíny je 9 MW, během roku je vyrobeno 123 miliónů kWh elektrické energie.

## Historie
První plány na výstavbu elektrárny vypracoval v letech1917–1918 inženýr Križko z Bratislavy. V období připojení Podkarpatské Rusi k Československu byl prováděn průzkum v oblasti řek Terebla a Rika. Propočet nákladů na výstavbu (odhad byl na 700 miliónů korun) odložil výstavbu této elektrárny a zvolil levnější variantu výstavby kaskády elektráren na řece Uh (Uж).
V letech 1940–1941 vypracoval vlastní návrh maďarský inženýr Miklós. Avšak ani jeho projekt nebyl tehdejší maďarskou vládou realizován.
Po připojení Podkarpatské Rusi k SSSR sovětští inženýři prostudovali obě varianty a v roce 1948 vyprojektovali vlastní plány. V té době byla priorito vysoká ochrana elektrárny např. proti leteckému bombardování. Projekt počítal s vybudováním gravitačního potrubí v podzemí úbočí a umístěním elektrárny do třicetimetrové hloubky pod povrchem. Takový návrh byl velmi nákladný a proto byl zamítnut. Po úpravách plánů se nakonec kopírovaly hlavní body Křižkova projektu.
Výstavba byla zahájená v roce 1949 a ukončena v roce 1955. Vybudováním přehradního jezera musely být vystěhovány vesnice Olšany (Ольшаны) 161 domů, a samoty Krysove (15 domů) a Bovcar (10 domů)
Na výstavbě se podílelo Finsko v rámci náhrad po ukončení druhé světové války. Na výstavbě se podíleli finští zajatci.

## Problémy
V současné době přehradní jezero je pokryto plastovými obaly, které se dostávají po řece z výše položených vesnic. Plastový odpad se hromadí nejen u břehů, ale i u přehradní zdi. Dřívější rekreační oblast se stává smetištěm a elektrárna trpí zanášením plastovým odpadem, který způsobuje poškozování turbín a přerušení výroby elektřiny.